# Молекулярно-ситовой эффект
Молекулярно-ситовой эффект (англ. molecular sieve effect) — эффект, состоящий в различной доступности внутреннего пространства пористых материалов для молекул, отличающихся по размерам.

## Описание
Молекулярно-ситовой эффект наблюдается для пористых материалов (так называемых молекулярных сит — цеолитов, цеолитоподобных материалов, активированных углей и т. д.) с размерами пор, сопоставимыми с размером молекул, а также для полимерных оболочек клеточных поверхностей (например, для гликокаликса на поверхности сосудистого эндотелия). Выделяют несколько видов молекулярно-ситового эффекта. Если различие скоростей диффузии разных молекул внутри пор обусловлены, в основном, различием в размерах этих молекул, говорят о том, что молекулярно-ситовой эффект заключается в селективном массопереносе. Другим случаем молекулярно-ситового эффекта является селективность по форме, проявление которой заключается в том, что внутри пор в ходе химических реакций могут образовываться лишь те молекулы, для которых размер переходного комплекса меньше размера пор. На молекулярно-ситовом эффекте основан ряд процессов селективной адсорбции, катализа, мембранного разделения и др.